# Anypodetus arachnoides
Anypodetus arachnoides är en tvåvingeart som beskrevs av H. Oldroyd 1974. Anypodetus arachnoides ingår i släktet Anypodetus och familjen rovflugor. Inga underarter finns listade i Catalogue of Life.